# ジェリコ・ロサレス
ジェリコ・ビバール・ロサレス（Jericho Vibar Rosales、1979年9月22日 - ）はフィリピン人の俳優。